# بيزاي (آن)
بيزاي (بالفرنسية: Pizay)‏ هي بلدية فرنسية تقع في إقليم الآن في فرنسا. رمز إنسي لها هو:1297. أما الرمز البريدي لها فهو: 1120.